# Kvalifikation til VM i håndbold 2009 (mænd)
Ved kvalifikationen til VM i håndbold 2009 skulle man finde de 24 hold, der skulle deltage i slutrunden ved VM i håndbold 2009 i Kroatien. Holdene blev fundet ved kvalifikationsturneringer på de respektive kontinenter. Værtslandet Kroatien og de forsvarende mestre Tyskland var automatisk kvalificeret til slutrunden. Det efterlod 22 ledige pladser at spille om, og verdensdelene var blevet tildelt følgende antal af disse 22 hold.
- Europa: 12 hold.
- Panamerika: 3 hold.
- Afrika: 3 hold.
- Asien: 3 hold.
- Oceanien: 1 hold.

## Europa
Fra Europa var Kroatien som værtsland og Tyskland som forsvarende verdensmester automatisk kvalificerede. Derudover spilledes der om 12 pladser ved VM-slutrunden.
De tre bedste hold ved EM 2008 (ekskl. Kroatien og Tyskland) – Danmark, Frankrig og Sverige – kvalificerede sig til VM-slutrunden. De øvrige 11 hold fra EM gik videre til playoffkampene, hvor de sammen med syv hold fra kvalifikationsrunden spillede om de sidste ni europæiske pladser ved VM-slutrunden.

### Kvalifikationsrunde
Holdene som ikke var kvalificeret til EM 2008 spillede i kvalifikationsrunden om syv pladser i playoffkampene. De 21 hold var inddelt i syv grupper med tre hold, hvorfra de syv vindere gik videre til playoffkampene. Kampene i denne runde blev spillet i perioden 2. – 20. januar 2008.
| Gruppe 1 | Kampe | Mål     | Point |
| -------- | ----- | ------- | ----- |
| Ukraine  | 4     | 123-103 | 6     |
| Østrig   | 4     | 121-121 | 6     |
| Estland  | 4     | 105-125 | 0     |

| Gruppe 2   | Kampe | Mål     | Point |
| ---------- | ----- | ------- | ----- |
| Grækenland | 4     | 108-830 | 6     |
| Holland    | 4     | 95-98   | 6     |
| Tyrkiet    | 4     | 087-109 | 0     |

| Gruppe 3 | Kampe | Mål     | Point |
| -------- | ----- | ------- | ----- |
| Rumænien | 4     | 151-105 | 8     |
| Letland  | 4     | 128-121 | 4     |
| Cypern   | 4     | 091-144 | 0     |

| Gruppe 4 | Kampe | Mål     | Point |
| -------- | ----- | ------- | ----- |
| Schweiz  | 4     | 136-113 | 7     |
| Italien  | 4     | 108-106 | 5     |
| Belgien  | 4     | 109-134 | 0     |

| Gruppe 5      | Kampe | Mål     | Point |
| ------------- | ----- | ------- | ----- |
| Bosnien-Herc. | 4     | 119-124 | 6     |
| Litauen       | 4     | 130-121 | 4     |
| Finland       | 4     | 118-122 | 2     |

| Gruppe 6   | Kampe | Mål     | Point |
| ---------- | ----- | ------- | ----- |
| Makedonien | 4     | 138-117 | 6     |
| Portugal   | 4     | 148-112 | 6     |
| Bulgarien  | 4     | 102-159 | 0     |

| Gruppe 7 | Kampe | Mål     | Point |
| -------- | ----- | ------- | ----- |
| Serbien  | 4     | 158-119 | 8     |
| Israel   | 4     | 124-120 | 4     |
| Færøerne | 4     | 094-137 | 0     |

Resultaterne betød, at Ukraine, Grækenland, Rumænien, Schweiz, Bosnien-Hercegovina, Makedonien og Serbien kvalificerede sig til playoffkampene.

### Playoffkampe
De 11 hold fra EM 2008, som ikke kvalificerede sig til VM-slutrunden (Norge, Polen, Ungarn, Spanien, Slovenien, Island, Montenegro, Rusland, Tjekkiet, Hviderusland og Slovakiet) spillede sammen med de syv hold fra kvalifikationsrunden om Europas sidste ni pladser ved VM. 
De atten hold blev ved lodtrækning parret i ni opgør, og lodtrækningen til playoffkampene blev foretaget søndag 27. januar 2008 i Lillehammer i forbindelse med EM 2008. Holdene mødtes ude og hjemme, og vinderne gik videre til VM. Kampene blev spilles i weekenderne 7. – 8. juni og 14. – 15. juni 2008, og de fik følgende resultater.
| Kamp                                  | Samlet  | 1.kamp | 2.kamp |
| ------------------------------------- | ------- | ------ | ------ |
| Slovenien - Slovakiet                 | 62-63   | 33-33  | 29-30  |
| Spanien - Grækenland                  | 63-56   | 32-24  | 31-32  |
| Norge - Ukraine                       | 61-52   | 29-22  | 32-30  |
| Hviderusland - Rusland                | 56-60   | 26-26  | 30-34  |
| Montenegro - Rumænien                 | 55-56   | 31-27  | 24-29  |
| Tjekkiet - Serbien                    | •62-62• | 38-33  | 24-29  |
| Polen – Schweiz                       | 54-48   | 32-24  | 22-24  |
| Ungarn – Bosnien-Hercegovina          | 54-49   | 27-25  | 27-24  |
| Makedonien – Island                   | 58-56   | 34-26  | 24-30  |
| • Serbien vinder på flest udebanemål. |         |        |        |

Returkampen i Sarajevo mellem Bosnien-Hercegovina og Ungarn blev afbrudt på grund af tilskueruroligheder 11 minutter før tid ved stillingen 27-24 til Ungarn. Den 18. juni 2008 meddelte EHF, at Ungarn var blevet dømt som vinder af kampen, og stillingen ved kampens afbrydelse gjaldt som slutresultat. Dermed vandt Ungarn det samlede opgør med 54-49 og kvalificerede sig til VM. Kampens arrangør, Bosnien-Hercegovinas håndboldforbund, blev derudover idømt en bøde på € 7.500 og blev endvidere dømt til at spille landsholdets to næste hjemmekampe i EHF-regi (EM-kvalifikationskampene mod Færøerne og Schweiz) for lukkede døre uden tilskuere.
Det bosniske håndboldforbund appellerede denne afgørelse, men den 17. juli valgte EHF's appeldomstol at stadfæste den oprindelige dom, hvorved det endelig blev afgjort, at Ungarn vandt det samlede opgør og dermed kvalificerede sig til VM.

## Panamerika
Panamerika rådede over tre pladser ved VM-slutrunden, og de tre pladser gik til de tre bedst placerede hold ved det panamerikanske mesterskab 2008, som skulle have været afviklet i Atlanta, USA i perioden 24. – 28. juni 2008. I februar 2008 frasagde amerikanerne sig imidlertid værtskabet for turneringen, og i stedet blev São Carlos, São Paulo, Brasilien udpeget som værtsby.
Mesterskabet havde deltagelse af otte hold, og fem hold var direkte kvalificerede: Brasilien, Argentina, Chile, USA og Uruguay. De sidste tre pladser gik til de tre bedste hold fra 1. divisionsturneringen, som blev afviklet 5. – 9. november 2007 i Cuba. De tre succesfulde hold var: Cuba, Canada og Den Dominikanske Republik.
Det panamerikanske håndboldforbund (PATHF) havde i 2006 på kontroversiel vis nedgraderet Grønlands Håndbold Forbunds medlemsstatus af PATHF fra fuldt medlem til associeret medlem og dermed udelukket Grønlands landshold fra fra at deltage i mesterskabet (og dermed kvalifikation til VM). Denne beslutning blev i november 2007 dømt ulovlig af IHF, som krævede at Grønland igen blev opgraderet til fuldgyldigt medlem af PATHF. PATHF appellerede imidlertid afgørelsen, men i maj 2008 stadfæstede IHF den oprindelige dom, og Grønland fik lov at overtage USA's plads i turneringen. 
| Gruppe A  | Kampe | Mål   | Point |
| --------- | ----- | ----- | ----- |
| Argentina | 3     | 93-62 | 6     |
| Chile     | 3     | 84-87 | 4     |
| Grønland  | 3     | 70-82 | 1     |
| Canada    | 3     | 58-74 | 1     |

| Gruppe B    | Kampe        | Mål          | Point        |
| ----------- | ------------ | ------------ | ------------ |
| Brasilien   | 2            | 71-34        | 4            |
| Cuba        | 2            | 49-57        | 2            |
| Uruguay     | 2            | 37-66        | 0            |
| Domin. Rep. | Meldte afbud | Meldte afbud | Meldte afbud |

| Dato        | Kamp                  | Res.  |
| ----------- | --------------------- | ----- |
| Semifinaler |                       |       |
| 27.6.       | Argentina - Cuba      | 33-32 |
| 27.6.       | Brasilien - Chile     | 26-22 |
| Bronzekamp  |                       |       |
| 28.6.       | Cuba - Chile          | 37-30 |
| Finale      |                       |       |
| 28.6.       | Brasilien - Argentina | 27-24 |

Resultaterne betød, at Brasilien, Argentina og Cuba kvalificerede sig til VM-slutrunden i Kroatien. Grønlands landshold gik ikke videre til semifinalerne, og efter at have vundet placeringskampen mod Uruguay med 28-21 endte holdet på femtepladsen.
Den 15. oktober 2008 offentliggjorde Federación Chilena de Handball (det chilenske håndboldforbund), at Chile skulle deltage i VM-slutrunden ved at overtage Cubas plads i gruppe B. Dette er imidlertid hverken blevet bekræftet af PATHF eller IHF, men Cuba har tidligere meldt afbud til større mesterskaber.

## Afrika
Afrikas tre pladser ved VM-slutrunden gik til de tre bedst placerede hold ved det afrikanske håndboldmesterskab 2008, som blev afviklet i Angola den 10. – 17. januar 2008.
| Gruppe 1        | Kampe | Mål     | Point |
| --------------- | ----- | ------- | ----- |
| Tunesien        | 3     | 95-67   | 6     |
| Angola          | 3     | 81-83   | 2     |
| Cameroun        | 3     | 79-87   | 2     |
| Dem. Rep. Congo | 3     | 083-103 | 2     |

| Gruppe 2 | Kampe | Mål   | Point |
| -------- | ----- | ----- | ----- |
| Egypten  | 3     | 90-65 | 6     |
| Algeriet | 3     | 75-65 | 4     |
| Marokko  | 3     | 67-77 | 2     |
| Nigeria  | 3     | 60-85 | 0     |

| Dato        | Kamp                | Res.  |
| ----------- | ------------------- | ----- |
| Semifinaler |                     |       |
| 15.1.       | Tunesien - Algeriet | 40-25 |
| 15.1.       | Egypten - Angola    | 35-28 |
| Bronzekamp  |                     |       |
| 16.1.       | Algeriet - Angola   | 23-20 |
| Finale      |                     |       |
| 17.1.       | Egypten - Tunesien  | 27-25 |

Resultaterne betød, at Egypten, Tunesien og Algeriet kvalificerede sig til VM-slutrunden i Kroatien.

## Asien
Den asiatiske kvalifikation var det asiatiske mesterskab, som blev afviklet i Isfahan i Iran i perioden 17. – 26. februar 2008. De tre bedste hold ved mesterskabet kvalificerede sig til slutrunden i Kroatien.
| Gruppe A | Kampe | Mål     | Point |
| -------- | ----- | ------- | ----- |
| Kuwait   | 4     | 122-109 | 6     |
| Iran     | 4     | 137-122 | 6     |
| Bahrain  | 4     | 129-113 | 6     |
| Kina     | 4     | 113-131 | 2     |
| Libanon  | 4     | 102-128 | 0     |

| Gruppe B         | Kampe | Mål     | Point |
| ---------------- | ----- | ------- | ----- |
| Sydkorea         | 4     | 131-105 | 8     |
| Saudi-Arabien    | 4     | 120-113 | 5     |
| Qatar            | 4     | 113-122 | 4     |
| Japan            | 4     | 128-120 | 3     |
| For. Arab. Emir. | 4     | 109-141 | 0     |

| Dato        | Kamp                   | Res.  |
| ----------- | ---------------------- | ----- |
| Semifinaler |                        |       |
| 24.2.       | Kuwait - Saudi-Arabien | 32-29 |
| 24.2.       | Sydkorea - Iran        | 33-24 |
| Bronzekamp  |                        |       |
| 26.2.       | Saudi-Arabien - Iran   | 24-23 |
| Finale      |                        |       |
| 26.2.       | Kuwait - Sydkorea      | 21-27 |

Resultaterne betød, at Kuwait, Sydkorea og Saudi-Arabien kvalificerede sig til VM-slutrunden i Kroatien.

## Oceanien
Oceaniens ene VM-plads gik til det bedst placerede hold i Oceania Nations Cup 2008, hvis forbund var medlem af IHF. Turneringen blev afviklet i TSB Arena i Wellington, New Zealand i perioden 7. – 10. april 2008.
| Oceania Nations Cup | Kampe | Mål     | Point |
| ------------------- | ----- | ------- | ----- |
| Ny Kaledonien       | 3     | 103-350 | 6     |
| Australien          | 3     | 85-48   | 4     |
| Cookøerne           | 3     | 50-98   | 2     |
| New Zealand         | 3     | 048-105 | 0     |

Mesterskabet blev for første gang vundet af Ny Kaledonien foran Australien, og i de to holds indbyrdes kamp vandt kaledonierne 20-15. Men eftersom Ny Kaledonien ikke var medlem af IHF, havde de ikke mulighed for at kvalificere sig til VM, så Oceaniens VM-plads gik i stedet til holdet, der sluttede som nr. 2, Australien.